# ساکار سر
ساکار سر (انگلیسی: Sakar Sar) یک قله کوهستانی است که در ارتفاع ۶۲۷۲ متری (۲۰۵۷۷ فوت) از سطح دریا قرار دارد. این منطقه در هندوکش-قره‌قروم، بخشی در منطقه گلگت-بلتستان در کشمیر تحت مدیریت پاکستان و بخشی در دالان واخان افغانستان قرار دارد.
اولین صعود موفقیت‌آمیز توسط یک تیم ژاپنی در اوت ۱۹۹۹ انجام شد.

## موقعیت
ساکار سر در ۹ کیلومتری شرق گردنه ارشاد و در حوضه آبریز بین واچاندرجا در شمال و چپورسان در جنوب قرار دارد. نقطه مسلط به این کوه، کوهی به ارتفاع ۶۶۱۰ متر در قره‌قروم است که در ۲/۲۶ کیلومتری شرق کوز سار (۶۶۷۷ متر) قرار دارد. همچنین در چند کیلومتری گذرگاه دیلیسنگ، یک مسیر تجاری مرزی تاریخی و غیرقابل استفاده قرار دارد که مردم قرقیزستان و سکونتگاه‌های مردم وخی را به هم متصل می‌کند.

## اولین صعود
یک تیم ژاپنی متشکل از آکیرا میازاوا، ماکوتو ایشیکاوا، کانجی کامئی و ترواکی سوزوکی و دو باربر به قله رسیدند.